# William Miller (guvernör)
William Miller, född 1783 i Warren County, North Carolina, död 10 december 1825 i Key West, Floridaterritoriet, var en amerikansk diplomat och politiker (demokrat-republikan). Han var North Carolinas guvernör 1814–1817.
Miller avbröt sina studier vid University of North Carolina at Chapel Hill. Under sin tid som guvernör gifte han sig år 1816 med Lydia Evans som avled två år senare och parets enda son dog en kort tid därpå. Miller hade varit talman i delstatens representanthus i två år innan han blev guvernör. Efter 1812 års krig rådde det en patriotisk yra i North Carolina och efter påtryckningar från delstatens lagstiftande församling godkände Miller beställningen av en staty föreställande George Washington från Antonio Canova, en berömd italiensk skulptör. Statyn anlände i North Carolina år 1821. Miller hade efterträtts år 1817 som guvernör av John Branch.
President John Quincy Adams hade år 1825 gett Miller uppdraget som sändebud i Guatemala men han avled i gula febern redan på ditresan i Key West.